# Andriej Siewierny
Andriej Borisowicz Siewierny (ros. Андрей Борисович Северный, ur. 28 kwietnia?/11 maja 1913 w Tule, zm. 4 kwietnia 1987 w Symferopolu) – radziecki astrofizyk i astronom.

## Życiorys
Urodził się w rodzinie profesora Uniwersytetu Moskiewskiego. Skończył 10 klas, jako uczeń zainteresował się astronomią, 1931-1935 studiował na Wydziale Mechaniczno-Matematycznym Moskiewskiego Uniwersytetu Państwowego, po ukończeniu którego wstąpił na aspiranturę i doktoranturę Akademii Nauk ZSRR. W 1936 był na kursie o wewnętrznej budowie gwiazd na Wydziale Mechaniczno-Matematycznym, 1938-1946 pracował w Państwowym Instytucie Astronomicznym im. Szternberga, był adiunktem i profesorem katedry astrofizyki Wydziału Mechaniczno-Matematycznego Moskiewskiego Uniwersytetu Państwowego, w 1944 został doktorem nauk fizyczno-matematycznych, w 1945 zatwierdzony w stopniu profesora. Od 1943 do 1945 był zastępcą przewodniczącego Komisji Astrofizycznej Akademii Nauk ZSRR, w 1941 został członkiem WKP(b), zajmował się teorią budowy wewnętrznej gwiazd, fizyką Słońca i badaniem pól magnetycznych gwiazd. Od 1946 pracował w Krymskim Obserwatorium Astrofizycznym Akademii Nauk ZSRR jako starszy pracownik naukowy i zastępca dyrektora (do 1952), następnie dyrektor; brał aktywny udział w odbudowie obserwatorium w Simejizie i w budowie nowego obserwatorium w Bakczysaraju. W tym obserwatorium badał głównie fizykę Słońca. Zaprojektował zbudowany w 1954 teleskop słoneczny, wówczas jeden z największych na świecie; zrekonstruowano go i zmodernizowano w 1973. Opublikował ponad 270 prac naukowych. Był przewodniczącym Komisji nr 10 "Aktywność Słoneczna" Międzynarodowej Unii Astronomicznej (1958-1964), wiceprezesem Międzynarodowej Unii Astronomicznej (1964-1970), członkiem rzeczywistym Międzynarodowej Akademii Astronautycznej (1969), członkiem rzeczywistym Heidelberskiej Akademii Nauk (1968), doktorem honoris causa Newcastle University (1965), Uniwersytetu Wrocławskiego (1974), członkiem korespondentem (1958) i członkiem rzeczywistym (1959) Królewskiego Towarzystwa Astronomicznego. Pochowany na Cmentarzu Kuncewskim w Moskwie.

## Odznaczenia i nagrody
- Medal Sierp i Młot Bohatera Pracy Socjalistycznej (10 maja 1973)
- Order Lenina (dwukrotnie, 10 maja 1973 i 10 maja 1983)
- Order Rewolucji Październikowej (dwukrotnie, 20 czerwca 1971 i 17 września 1975)
- Order Czerwonego Sztandaru Pracy (dwukrotnie, 9 września 1961 i 1 czerwca 1963)
- Order „Znak Honoru” (19 września 1953)
- Nagroda Stalinowska (1952)
- Nagroda Państwowa ZSRR (1984)
- Order Cyryla i Metodego (Ludowa Republika Bułgarii)